# ميخائيل كيم (لاعب غولف)
ميخائيل كيم (بالإنجليزية: Michael Kim)‏ هو لاعب غولف أمريكي، ولد في 14 يوليو 1993 في سول في كوريا الجنوبية.

## وصلات خارجية
- ميخائيل كيم على موقع رابطة لاعبي الغولف المحترفين (الإنجليزية)
- ميخائيل كيم على موقع التصنيف العالمي الرسمي للغولف (الإنجليزية)